# Nombre de Mach critique

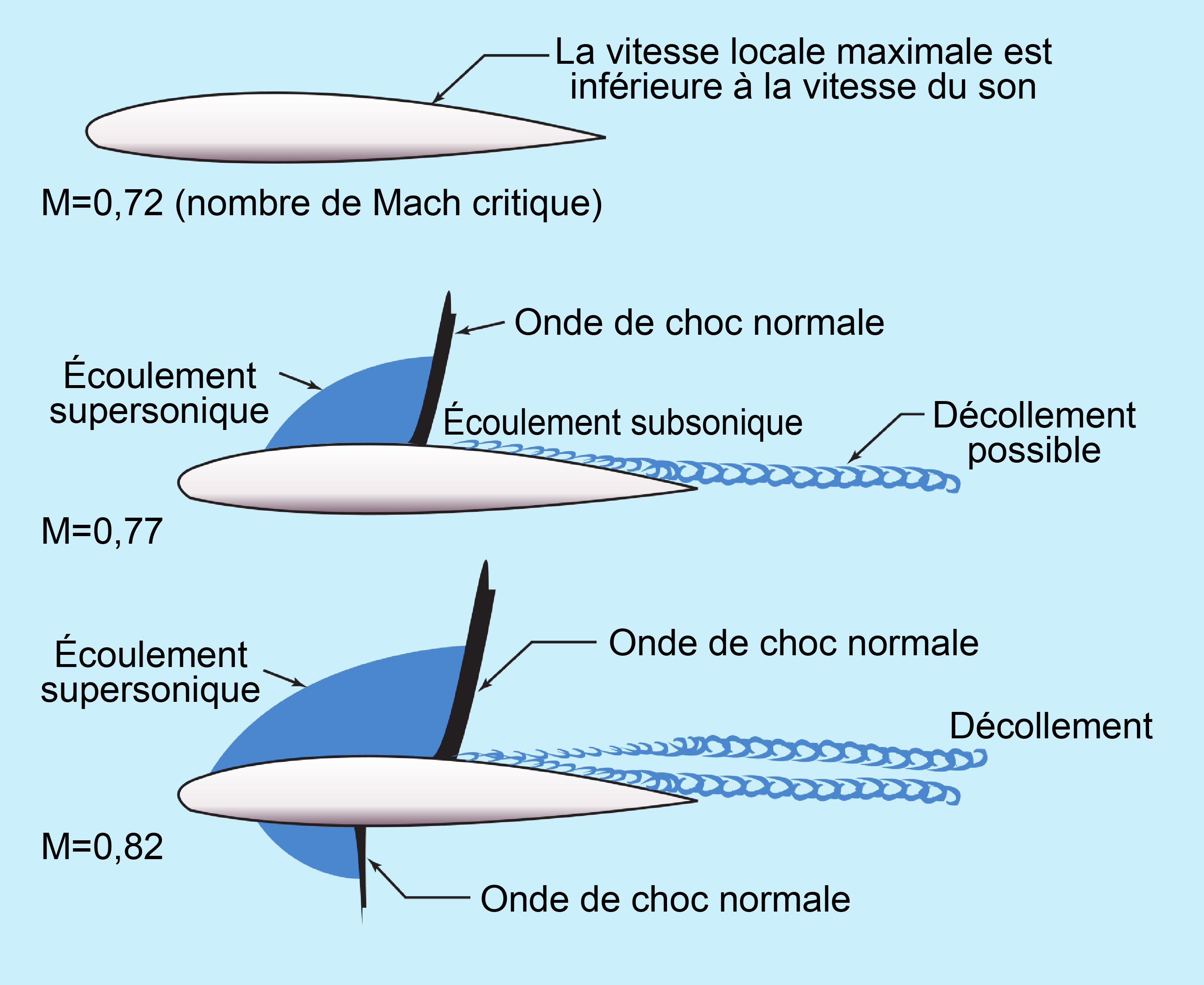
Différents régimes d'écoulement transsoniques sur une aile d'avion montrant les effets du nombre de Mach critique.

En aérodynamique, le nombre de Mach critique d'un aéronef est le nombre de Mach le plus bas à partir duquel l'écoulement de l'air atteint la vitesse du son en un point au moins de l'appareil.

## Interprétation
Lorsqu'un aéronef est en vol, la vitesse de l'écoulement de l'air tout autour de l'appareil n'est pas exactement le même que la vitesse propre de l'aéronef par rapport à l'air parce que la circulation de l'air peut être plus ou moins rapide en fonction de la forme des structures sur lesquelles il se déplace. Au nombre de Mach critique, la vitesse de l'air en certains endroits proches de la cellule atteint la vitesse du son même si l'appareil a une vitesse propre inférieure à Mach 1,0. Ce phénomène crée une faible onde de choc. Aux vitesses supérieures au nombre de Mach critique :
- le coefficient de traînée augmente la traînée brutalement de façon importante[2] ;
- dans le cas d'un appareil qui n'a pas été conçu spécifiquement pour les vitesses transsoniques ou supersoniques, les variations d'écoulement sur les gouvernes conduisent à une dégradation du contrôle de l'appareil[2].

Si un avion n'a pas été conçu pour voler à la vitesse de son nombre de Mach critique ou au-dessus, les ondes de choc de l'écoulement de l'air sur les ailes et l’empennage horizontal sont suffisantes pour faire décrocher l'aile et rendre les gouvernes inopérantes ou aller jusqu'à la perte de contrôle de l'appareil et conduire à un piqué. Ce phénomène associé aux problèmes survenant à partir du nombre de Mach critique est aujourd'hui connu sous le nom de « compressibilité ». La compressibilité est responsable d'un certain nombre d'accidents d'avions à grande vitesse ou expérimentaux dans les années 1930 et 1940.
Bien qu'elle soit inconnue à cette époque, la compressibilité est à l'origine de ce qu'on a appelé le « mur du son ». Des avions subsoniques comme le Supermarine Spitfire, le Messerschmitt Bf 109, le North American P-51 Mustang, le Gloster Meteor, le Messerschmitt Me 262 ou le Lockheed P-80 Shooting Star n'ont pas d'ailes en flèche et leur épaisseur est relativement importante. Ils sont, par conséquent, incapables d'atteindre Mach 1,0. En 1947 Chuck Yeager vole sur Bell X-1 jusqu'à Mach 1,0 et au-delà, et le mur du son était enfin franchi.
Les tout premiers avions militaires transsoniques comme le Hawker Hunter ou le North American F-86 Sabre étaient conçus pour voler de façon acceptable au-dessus de leur nombre de Mach critique. Ils n'avaient pas suffisamment de puissance moteur pour atteindre Mach 1,0 en vol en palier mais ils pouvaient piquer jusqu'à Mach 1,0 ou au-dessus tout en restant contrôlables. Les avions à réaction modernes pour le transport de passagers comme les Airbus ou les Boeing ont un nombre de Mach d'exploitation commerciale maximal inférieur à Mach 1,0.
Les avions supersoniques comme le Concorde, l'English Electric Lightning, le Lockheed F-104 Starfighter, le Dassault Mirage III ou le MiG-21 ont été conçus pour voler au-delà de Mach 1,0 en vol horizontal et, par conséquent, avaient des ailes très fines. Leur nombre de Mach critique, tout en étant supérieur à celui des avions subsoniques ou transsoniques, reste inférieur à Mach 1,0.
Le nombre de Mach critique réel varie selon le type d'aile. D'une manière générale, plus une aile est épaisse et plus son nombre de Mach critique est bas. En effet, une aile épaisse accélère plus l'écoulement de l'air qu'une fine. Par exemple l'aile plutôt épaisse du P-38 Lightning a un nombre de Mach critique de 0,69. Le fait que l'avion puisse parfois atteindre cette vitesse en piqué a conduit à plusieurs écrasements. Les ailes plus fines du Supermarine Spitfire permet à cet avion d'avoir un nombre de Mach critique de 0,89.